# Antonina Żabińska
Antonina Maria Żabińska, född Erdman 18 juli 1908 i Sankt Petersburg i Ryssland, död 19 mars 1971 i Warszawa i Polen, var en polsk författare och zoolog.
Antonina Żabińska växte upp i Ryssland. Hon debuterade som författare i tidskriften "Moje pisemko" ("Mitt magasin") 1934 med novellen "Pamiętnik żyrafy" ("En giraffs memoarer"). En andra novell publicerades 1936 som den första delen av en serie naturbetraktelser. Hennes första bok publicerades 1939: Dżolly i S-ka (Lycklig & Co).
Antonina Żabińska var gift med Jan Żabiński, som hon träffat när hon arbetade som arkivarie på Warszawas lantbruksuniversitet.
Under andra världskriget var familjen Żabińskis tjänstevilla i Warszawas Zoo och omgivande zoologiska trädgård en genomgångsplats för judar, som hade smugglats ut från Warszawas getto. Jan och Antonina Żabiński fick för denna gärning 1965 den israeliska utmärkelsen Rättfärdig bland folken av Yad Vashem. Huset, Żabiński Villa, är sedan 2015 ett personmuseum med ungefär samma utseende som under familjen Żabińskis tid.
Efter kriget publicerade hon ungdomsböckerna Rysice (1948) och Borsunio (1964). År 1968 utgav hon en memoarbok. År 1970 kom hennes sista bok "Nasz dom w ZOO" ("Mitt hus på Zoo").
År 2008 tilldelades hon postumt den polska orden Polonia Restituta.

## Boken och filmenThe Zookeeper's wife
Den amerikanska poeten och prosaförfattaren Diane Ackerman publicerade 2007 boken The Zookeeper's Wife, baserad på Antonina Żabińskas publicerade minnen. Denna filmatiserades av nyzeeländska Niki Caro (född 1967) och premiärvisades 2017 som en spelfilm med samma titel. I filmen porträtterades Żabińska av Jessica Chastain.